# 东山关帝庙
23°44′14″N 117°31′55″E / 23.73722°N 117.53194°E
东山关帝庙，是中国福建省东山县铜陵镇岵嵝山东麓的关帝庙，又常称为铜陵关帝庙、铜陵武庙，是台湾众多关帝庙分香分灵入台的祖庙。1996年被列为第四批全国重点文物保护单位。
东山关帝庙始建于明洪武二十年（1387年），扩建于正德三年（1508年），清康熙十九年（1680年）重建。整体建筑坐西北朝东南，中轴线上有牌楼、中殿、主殿等建筑，占地面积680平方米。